# Amaloxestis
Amaloxestis là một chi bướm đêm thuộc họ Lecithoceridae, phân họ Lecithocerinae. Chi này được László Anthony Gozmány khởi xướng năm 1971.

## Loài
- Amaloxestis astringens Gozmány, 1973
- Amaloxestis callitricha (Meyrick, 1910)
- Amaloxestis chiloptila (Meyrick, 1921)
- Amaloxestis nepalensis Gozmány, 1973
- Amaloxestis perizeucta (Meyrick, 1910)